# Plumbicó
El plumbicó és un tub de càmera utilitzat en la transmissió de televisió. És un tub analitzador d'imatge que és hereu del vidicó i suposa una perfecció d'aquest. Presenta unes característiques que el fan mes eficient i millor que el seu precedent (vidicó):
- Té una capa fotoconductora formada per òxid de plom i una pel·lícula de semiconductor molt fina
- Té una sensibilitat molt elevada i, per tant, una resposta molt més ràpida que el vidicó
- Una característica única del plumbicó és que el fabricant pot variar la seva resposta en color: ofereix respostes espectrals per a cadascun dels colors primaris.
- Produeix imatges d'alta qualitat a partir d'un nivell de llum reduït i molt baix respecte el vidicó

El plumbicó és utilitzat en les cambres per a televisió en colors.